# Maria Gabriella Felicita di Schleswig-Holstein-Sonderburg-Wiesenburg
Maria Gabriella Felicita di Schleswig-Holstein-Sonderburg-Wiesenburg (Vienna, 22 ottobre 1716 – Eichstätt, 13 giugno 1798) è stata principessa consorte di Fürstenberg dal 1741 al 1744, come moglie di Carlo Federico.

## Biografia

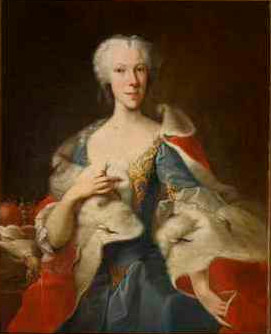
La principessa in un ritratto a olio su tela, 96×75 cm, Museo nazionale sloveno

Maria Gabriella Felicita nacque a Vienna nel 1716, quartogenita del duca Leopoldo e ottavogenita della principessa Maria Elisabetta del Liechtenstein.
Il 23 maggio 1735 sposò il principe Carlo Federico di Fürstenberg-Messkirch, ma restò vedova e senza figli nel 1744.
Devota a Valpurga di Heidenheim, mantenne contatti con l'abbazia di Eichstätt intitolata alla stessa santa, visitandola ad esempio nel 1750.
Vi si trasferì definitivamente il 13 settembre del 1760, vivendo nelle stanze che, tra il 1758 e il 1759, fece ampiamente ristrutturare e arredare.
Fu una benefattrice sia per la popolazione locale che per il monastero, al quale lasciò una ricca eredità nel suo testamento e dove morì nel 1798, all'età di 81 anni.

## Ascendenza
|                                                                      |                                 |                                                  | Genitori                                      |  |  | Nonni |  |  | Bisnonni                                                  |  |  | Trisnonni                                   |  |
|                                                                      |                                 |                                                  |                                               |  |  |       |  |  | Filippo Luigi di Schleswig-Holstein-Sonderburg-Wiesenburg |  |  | Alessandro di Schleswig-Holstein-Sonderburg |  |
|                                                                      |                                 |                                                  |                                               |  |  |       |  |  | Filippo Luigi di Schleswig-Holstein-Sonderburg-Wiesenburg |  |  | Alessandro di Schleswig-Holstein-Sonderburg |  |
|                                                                      |                                 | Dorotea di Schwarzburg-Sondershausen             |                                               |  |  |       |  |  | Filippo Luigi di Schleswig-Holstein-Sonderburg-Wiesenburg |  |  |                                             |  |
| Federico di Schleswig-Holstein-Sonderburg-Wiesenburg                 |                                 |                                                  |                                               |  |  |       |  |  | Filippo Luigi di Schleswig-Holstein-Sonderburg-Wiesenburg |  |  |                                             |  |
|                                                                      |                                 | Anna Margherita di Assia-Homburg                 | Federico I d'Assia-Homburg                    |  |  |       |  |  |                                                           |  |  |                                             |  |
|                                                                      |                                 | Anna Margherita di Assia-Homburg                 | Federico I d'Assia-Homburg                    |  |  |       |  |  |                                                           |  |  |                                             |  |
|                                                                      |                                 | Anna Margherita di Assia-Homburg                 | Margherita Elisabetta di Leiningen-Westerburg |  |  |       |  |  |                                                           |  |  |                                             |  |
| Leopoldo di Schleswig-Holstein-Sonderburg-Wiesenburg                 |                                 | Anna Margherita di Assia-Homburg                 |                                               |  |  |       |  |  |                                                           |  |  |                                             |  |
|                                                                      |                                 | Cristiano di Legnica-Brieg                       | Giovanni Cristiano di Brieg                   |  |  |       |  |  |                                                           |  |  |                                             |  |
|                                                                      |                                 | Cristiano di Legnica-Brieg                       | Giovanni Cristiano di Brieg                   |  |  |       |  |  |                                                           |  |  |                                             |  |
|                                                                      |                                 | Cristiano di Legnica-Brieg                       | Dorotea Sibilla di Brandeburgo                |  |  |       |  |  |                                                           |  |  |                                             |  |
| Carolina di Legnica-Brieg                                            |                                 | Cristiano di Legnica-Brieg                       |                                               |  |  |       |  |  |                                                           |  |  |                                             |  |
|                                                                      |                                 | Luisa di Anhalt-Dessau                           | Giovanni Casimiro di Anhalt-Dessau            |  |  |       |  |  |                                                           |  |  |                                             |  |
|                                                                      |                                 | Luisa di Anhalt-Dessau                           | Giovanni Casimiro di Anhalt-Dessau            |  |  |       |  |  |                                                           |  |  |                                             |  |
|                                                                      |                                 | Luisa di Anhalt-Dessau                           | Agnese d'Assia-Kassel                         |  |  |       |  |  |                                                           |  |  |                                             |  |
| Maria Gabriella Felicita di Schleswig-Holstein-Sonderburg-Wiesenburg |                                 | Luisa di Anhalt-Dessau                           |                                               |  |  |       |  |  |                                                           |  |  |                                             |  |
|                                                                      | Carlo Eusebio del Liechtenstein | Carlo I del Liechtenstein                        |                                               |  |  |       |  |  |                                                           |  |  |                                             |  |
|                                                                      | Carlo Eusebio del Liechtenstein | Carlo I del Liechtenstein                        |                                               |  |  |       |  |  |                                                           |  |  |                                             |  |
|                                                                      | Carlo Eusebio del Liechtenstein | Anna Maria Šemberová von Boskovic und Černá Hora |                                               |  |  |       |  |  |                                                           |  |  |                                             |  |
| Giovanni Adamo I del Liechtenstein                                   | Carlo Eusebio del Liechtenstein |                                                  |                                               |  |  |       |  |  |                                                           |  |  |                                             |  |
|                                                                      |                                 | Giovanna Beatrice di Dietrichstein-Nikolsburg    | Massimiliano di Dietrichstein                 |  |  |       |  |  |                                                           |  |  |                                             |  |
|                                                                      |                                 | Giovanna Beatrice di Dietrichstein-Nikolsburg    | Massimiliano di Dietrichstein                 |  |  |       |  |  |                                                           |  |  |                                             |  |
|                                                                      |                                 | Giovanna Beatrice di Dietrichstein-Nikolsburg    | Anna Maria del Liechtenstein                  |  |  |       |  |  |                                                           |  |  |                                             |  |
| Maria Elisabetta del Liechtenstein                                   |                                 | Giovanna Beatrice di Dietrichstein-Nikolsburg    |                                               |  |  |       |  |  |                                                           |  |  |                                             |  |
|                                                                      |                                 | Ferdinando Giuseppe di Dietrichstein             | Massimiliano di Dietrichstein                 |  |  |       |  |  |                                                           |  |  |                                             |  |
|                                                                      |                                 | Ferdinando Giuseppe di Dietrichstein             | Massimiliano di Dietrichstein                 |  |  |       |  |  |                                                           |  |  |                                             |  |
|                                                                      |                                 | Ferdinando Giuseppe di Dietrichstein             | Anna Maria del Liechtenstein                  |  |  |       |  |  |                                                           |  |  |                                             |  |
| Erdmuthe di Dietrichstein-Nikolsburg                                 |                                 | Ferdinando Giuseppe di Dietrichstein             |                                               |  |  |       |  |  |                                                           |  |  |                                             |  |
|                                                                      |                                 | Maria Elisabetta di Eggenberg                    | Giovanni Antonio I di Eggenberg               |  |  |       |  |  |                                                           |  |  |                                             |  |
|                                                                      |                                 | Maria Elisabetta di Eggenberg                    | Giovanni Antonio I di Eggenberg               |  |  |       |  |  |                                                           |  |  |                                             |  |
|                                                                      |                                 | Maria Elisabetta di Eggenberg                    | Anna Maria di Brandeburgo-Bayreuth            |  |  |       |  |  |                                                           |  |  |                                             |  |
|                                                                      |                                 | Maria Elisabetta di Eggenberg                    |                                               |  |  |       |  |  |                                                           |  |  |                                             |  |